# Ali Baba (Cherubini)
Ali Baba, ou Les quarante voleurs (en francès, Alí Babà, o Els quaranta lladres) és una tragèdia lírica en quatre actes més un pròleg, amb llibret de Eugène Scribe i Mélesville, i música de Luigi Cherubini. La història està basada en el conte Alí Babà i els quaranta lladres. Fou estrenada a l'Òpera de París, en la Sala Le Peletier, el 22 de juliol de 1833. Va ser la darrera òpera completa composta per Cherubini, qui encara viuria gairebé una dècada més. És també la seva òpera més llarga, amb una durada aproximada de tres hores i mitja a la seva estrena.
Algunes parts de la seva música van ser arranjades i reescrites per a la seva obra Koukourgi (del 1793, no estrenada a la seva època, amb una primera audició del 2010).

## Representacions
Fou estrenada a París el 22 de juliol de 1833. No va tenir èxit, i d'ella Hector Berlioz va dir que n'era "una de les obres més febles que Cherubini mai ha escrit." Es van fer 5 funcions de l'obra. Felix Mendelssohn va parlar de l'òpera en una carta seva el 7 de febrer de 1834.
Es va tornar el 1963, al Teatre alla Scala de Milà, però un altre cop amb crítiques negatives. Es va fer un enregistrament en viu de la representació, que va ser emès posteriorment.
L'obertura s'interpreta separadament en el repertori de concert d'orquestres simfòniques.

## Papers
| Paper        | Tipus de veu | Estrena, 22 juliol 1833           | La Scala 1963 (Director: Nino Sanzogno) |
| ------------ | ------------ | --------------------------------- | --------------------------------------- |
| Alí Babà     | Baríton      | Nicolas Levasseur                 | Wladimiro Ganzarolli                    |
| Dèlia        | soprano      | Laure Cinti-Damoreau              | Teresa Stich-Randall                    |
| Morgiane     | soprano      | Cornélie Falcó                    | Orianna Santunione                      |
| Nadir        | Tenor        | Adolphe Nourrit                   | Alfredo Kraus                           |
| Aboul-Hassan | Baríton      | Alexandre-Aimé Prévost            | Paolo Montarsolo                        |
| Calaf        | Tenor        | Jean-Étienne-August Eugène Massol | Piero de Palma                          |
| Ours-Kan     | Baix         | Henri-Bernard Dabadie             | Lorenzo Testi                           |
| Thamar       | Baix         | Nicolas-Prosper Dérivis           | Agostino Ferrin                         |
| Phaor        | Tenor        |                                   | Virgilio Carbonari                      |

## Argument
Nadir està enamorat de Dèlia, la filla del ric comerciant Alí Babà, però desespera de poder casar-se amb ella perquè és pobre. Alí Babà ha promès Delia al recaptador en cap Aboul-Hassan. D'una manera afortunada Nadir troba un tresor amagat per una banda de lladres a una cova, i demana la mà de Dèlia. Alí Babà vol saber el secret de la riquesa de Nadir i entra d'amagat a la cova, d'on no pot sortir i és capturat pels lladres. Aboul-Hassan, furiós davant la idea de no poder casar-se amb la Dèlia, decideix segrestar-la. Els lladres demanant un rescat per poder alliberar Alí Babà i assalten la casa del comerciant per a amagar els fardells de cafè de contraban que havien robat. La situació sembla canviar per a pitjor per a Nadir i els seus homes, però Aboul-Hassan i els seus soldats arriben i ordenen que els fardells siguin cremats i els líders de la banda detinguts.

## Enregistraments
- 1963 - Wladimiro Ganzarolli (Alì Babà), Teresa Stich-Randall (Dèlia), Orianna Santunione (Morgiane), Alfredo Kraus (Nadir), Paolo Montarsolo (Aboul-Hassan), Piero de Palma (Calaf), Lorenzo Testi (Ours-Kan), Agostino Ferrin (Thamar), Virgilio Carbonari (Phaor) - Director: Nino Sanzogno - Orquestra i Cor del Teatre de La Scala - enregistrament viu - LP: E.J. Smith «L'Edat Daurada de l'Òpera» EJS 393; Mauro R. Fuguette MRF C 05; Melodram MEL 170. CD: Nuova Era 2361/2[3][4]

## Nota
- Aquest article incorpora text d'una publicació ara de domini públic: Grove, George, ed. (1900). "Ali Baba". Un Diccionari de Música i Músics. London: Macmillan i Empresa.